# Pseudocheilinus
Pseudocheilinus is een geslacht van straalvinnige vissen uit de familie van lipvissen (Labridae). Het geslacht is voor het eerst wetenschappelijk beschreven in 1862 door Pieter Bleeker. Hij creëerde Pseudocheilinus om de soort die hij eerst beschreven had als Cheilinus hexataenia in onder te brengen.

## Soorten
De volgende soorten zijn bij het geslacht ingedeeld:
- Pseudocheilinus citrinus (Randall, 1999)
- Pseudocheilinus dispilus (Randall, 1999)
- Pseudocheilinus evanidus (Jordan & Evermann, 1903)
- Pseudocheilinus hexataenia (Bleeker, 1857)
- Pseudocheilinus ocellatus (Randall, 1999)
- Pseudocheilinus octotaenia (Jenkins, 1901)
- Pseudocheilinus tetrataenia (Schultz, 1960)